# Puig de la Folguera
El Puig de la Folguera és una muntanya de 162 metres que es troba al municipi de Llançà, a la comarca catalana de l'Alt Empordà.